# نهاد طربيه
نُهاد طربيه (1950 - 26 يناير 2018) هو مُطرب لُبناني راحل. 

## عن حياته
وُلد في بلدة صوفر المتنيَّة بِجبل لُبنان سنة 1950. درس في المعهد الوطني العالي للموسيقى وتخرَّج عازفًا على آلة العود. تأثر بالموسيقار والمُطرب فريد الأطرش، إذ كانت علاقة صداقة تربط بين الأطرش وعائلة طربيه، فقلَّد أُسلوبه الغنائي وسار عليه في بداياته، ومُنح على هذا الأساس الأوسمة والألقاب لخلافة صوت فريد الأطرش. دفع هذا الأمر نُهاد طربيه أن يتغنَّى بأغنيات فريد الأطرش ويُسجِّل بعضها، لكنه فيما بعد قرر أن يجد شخصيته الخاصة ويبحث عما يقدمه بصوته وأدائه بعيدًا عن التقليد، فغنى أغنية «أنا فلَّاح وأبويا فلَّاح» وكانت بعدها أغنية «بدنا نتجوز عالعيد» التي أطلقت شُهرته، ثم يا «أميرة يا بنت الأمراء»، و«مشوار الحياة». بدأ مسيرته الفنية في الأحياء الشعبية الجبلية قبل أن ينطلق في الإذاعة اللبنانية وتذاع له أغنيات في سبعينيات القرن العشرين، بعد ذلك أطلق طربيه سلسلة أغنيات ناجحة أبرزها: «القمر مسافر» و«حبيبي» لبليغ حمدي و«طيب جدًا» لشاكر الموجي ومن رياض النبك غنَّى «بحبك» وغيرها. بعد فترة من انطلاقته، أضاف نُهاد طربيه إلى لونيّ الطرب، والطرب الشعبي الذين اشتهر بهما، اللون البدوي فأطلق «وينا زينة»، و«بعز الليل»، و«تريد تروح وتنسانا»، و«وين الخيل» و«عابوابكم دقيت»، و«وردة ليكم»، و«النبي تضحكي»، وغيرها. جمعته صداقة بفنانين وشعراء ومُلحنين، وأثنى على موهبته في البداية كل من فريد الأطرش ومُحمَّد عبد الوهَّاب ووديع الصافي وجورج يزبك الذي لحَّن العديد من أغنياته الشهيرة مثل «بدنا نتجوز عالعيد». وكذلك شاكر الموجي والمُلحن حسن أبو السعود الذي لحن له «مشوار الحياة»، و«خلاص حسيبك» وغيرها. يجدر بالذكر أيضًا أن والد طربيه كان مؤلفًا وشاعرًا له مؤلفة بعنوان: «معلقة الحياة» من أربعمائة بيت شعر وكتاب بعنوان: «أيائل الصحراء»، وقد غنَّى طربيه من كتابة والده أغنية «والله يجمعنا والصبر جميل» و«مال الهوى ومالي» وغيرها.

## الشهرة
بلغ نُهاد طربيه قمة شهرته في ثمانينيات القرن العشرين من خلال أغنية «بدنا نتجوز عالعيد» التي تخطت حدود لبنان وحققت انتشارًا واسعًا في الوطن العربي.

## المرض والوفاة
عانى نُهاد طربيه في أواخر حياته من مرض السُكري، الذي أثّر على عينيه وأفقده البصر. فانتقل لِلعيش في باريس حيث امتلك بيتًا، وبقي فيها سنوات عديدة، وكان يُفضِّل الإقامة في باريس بسبب مرضه، حيثُ كان يتلقى العلاج اللازم هناك. تُوفي طربيه يوم الجُمُعة 26 كانون الثاني (يناير) 2018، في باريس إثر نوبة قلبية عن عمر ناهز 67 عامًا، وكان طربيه يومذاك عائدًا من لُبنان بعد زيارةٍ قام بها لِرُؤية أهله وأصدقائه، فتعرض في المطار لارتفاع في ضغط الدم، ونُقل إلى إحدى المُستشفيات حيثُ تُوفي هناك.
أدَّى تأخر وُصول جُثمان نُهاد طربيه من فرنسا إلى لُبنان، لما يزيد عن 10 أيَّام، إلى موجة احتجاجات غاضبة على مواقع التواصل الاجتماعي، رُغم أنَّ شقيقة طربيه قالت لِصحيفة النهار، يوم 4 شُباط (فبراير) 2018، أن تأخر وُصُول الجُثمان يعود إلى التدابير الخاصَّة التي تُجريها السُلطات الفرنسيَّة، وأن بطء انجازها يعود إلى أنَّ طربيه كان يحمل الجنسية الفرنسيَّة، وبالتالي فإن هكذا إجراءات تتطلّب مزيدًا من الوقت، وقالت الشقيقة أن السفارة اللبنانية في فرنسا تتابع هذا الموضوع. بِالمُقابل استنكر عدَّة فنانين هذا الأمر على موقع تويتر ونشروا تغريدات غاضبة، وكان في مُقدمتهم الفنان راغب علامة وعاصي الحلَّاني ونجوى كرم وسيرين عبد النور.
وصل جُثمان نُهاد طربيه إلى بيروت يوم 7 شُباط (فبراير) 2018، واستقبله عدَّة شخصيات فنيَّة وإعلاميَّة كان في مُقدمتهم ممثل وزير الثقافة غطاس خوري، ونقيب الفنانين إحسان صادق، ورئيس بلديَّة صوفر، والمُلحِّن سمير صفير، والفنانون راغب علامة ونقولا الأسطا وعفيف شيا، والصحافي جمال فيَّاض. شُيِّع نُهاد طربيه إلى مثواه الأخير يوم الجُمُعة 9 شُباط (فبراير) 2018، وأُقيم لهُ مأتم شعبي في مسقط رأسه ببلدة صوفر، حيث قلَّده رئيس الجمهورية ميشال عون ممثلًا بوزير الثقافة غطاس خوري وسام الاستحقاق الوطني.